# Marco Weber
Marco Weber (ur. 28 września 1982 w Karl-Marx-Stadt) – niemiecki łyżwiarz szybki, brązowy medalista mistrzostw świata.

## Kariera
Największy sukces w karierze Marco Weber osiągnął w 2008 roku, kiedy wspólnie ze Stefanem Heythausenem i Jörgiem Dallmannem zdobył brązowy medal w biegu drużynowym podczas dystansowych mistrzostw świata w Nagano. Był to jedyny medal wywalczony przez niego na międzynarodowej imprezie tej rangi. W tej samej konkurencji Niemcy z Weberem w składzie zajęli też czwarte miejsce na rozgrywanych trzy lata później 
mistrzostwach świata w Inzell. Indywidualnie najlepszy wynik osiągnął na MŚ w Nagano, gdzie był szósty na dystansie 10 000 m. W 2010 roku brał udział w igrzyskach olimpijskich w Vancouver, gdzie zajął 23. miejsce w biegu na 5000 m, a na dwukrotnie dłuższym dystansie był dziesiąty. Nigdy nie stanął na podium indywidualnych zawodów Pucharu Świata, jednak w drużynie dokonał tego czterokrotnie. Najlepsze wyniki osiągnął w sezonie 2011/2012, kiedy był szósty w klasyfikacji końcowej startu masowego.